# Syriens övergångsförfattning
Syriens övergångsförfattning, formellt Arabrepubliken Syriens konstitutionsförklaring (arabiska:  الإعلان الدستوري للجمهورية العربية السورية), är den provisoriska statsförfattning som ratificerats av Syriens president Ahmed al-Sharaa. Den fastställer grundlagen för en femårig övergångsperiod i Syrien.
Efter al-Assad-regimens störtande den 8 december 2024 tillkännagavs upphävandet av Syriens Baathistiska konstitution från 2012. Den 2 mars 2025 inrättade Syriens övergångsregering  en kommitté för att utarbeta en ny konstitutionsförklaring för att övervaka landet under dess övergångsperiod, och den 13 mars 2025 undertecknade president Ahmed al-Sharaa den övergångsförfattning, vilken kommer att vara giltig tills år 2030.